# حكومة نوري المالكي الأولى
حكومة نوري المالكي الأولى، من 20 مايو 2006.
- رئيس الوزراء نوري المالكي
- نائب رئيس الوزراء برهم صالح
- نائب رئيس الوزراء سلام الزوبعي
- نائب رئيس الوزراء رافع العيساوي
- وزير الداخلية جواد البولاني
- وزير الخارجية هوشيار زيباري
- وزير الدفاع عبد القادر العبيدي
- وزير النفط حسين الشهرستاني
- وزير الكهرباء كريم وحيد
- وزير التخطيط علي بابان
- وزير التعليم العالي عبد ذياب العجيلي
- وزير البلديات والأشغال العامة رياض غريب
- وزير المالية باقر جبر الزبيدي
- وزير الموارد المائية عبد اللطيف رشيد
- وزير البيئة نرمين عثمان
- وزير التجارة عبد الفلاح السوداني
- وزير النقل عامر عبد الجبار بعد استقالة الوزير سلام المالكي عام 2008
- وزير العمل والشؤون الاجتماعية محمود الشيخ راضي
- وزيرة حقوق الإنسان وجدان ميخائيل
- وزير الصحة صالح الحسناوي
- وزير الاعمار والإسكان بيان ديزة ئي
- وزير التربية خضير الخزاعي
- وزير الزراعة علي البهادلي
- وزير العدل دارا نور الدين
- وزير الثقافة ماهر دلي إبراهيم الحديثي
- وزير العلوم والتكنولوجيا رائد جاهد فهمي
- وزير الهجرة والمهجرين عبد الصمد سلطان
- وزير الشباب والرياضة جاسم محمد جعفر البياتي
- وزير الصناعة والمعادن فوزي حريري
- وزير الاتصالات فاروق عبد القادر عبد الرحمن الحمداني